# Жорді Рубіо
Жорді Рубіо (кат. Jordi Rubio, нар. 1 листопада 1987, Андорра-ла-Велья) — андоррський футболіст, захисник клубу «Санта-Колома» та національної збірної Андорри.
Виступав також за клуб «УЕ Санта-Колома».

## Клубна кар'єра
У дорослому футболі дебютував 2006 року виступами за команду «Андорра», в якій провів два сезони. 
Своєю грою за цю команду привернув увагу представників тренерського штабу клубу «УЕ Санта-Колома», до складу якого приєднався 2008 року. Відіграв за команду із селища Санта-Колома наступні дванадцять сезонів своєї ігрової кар'єри.
Згодом з 2020 по 2024 рік грав у складі команд «Інтер» (Ескальдес-Енгордань), «Енгордань» та «Пас-де-ла-Каза».
До складу клубу «Санта-Колома» приєднався 2024 року. Станом на 20 червня 2025 року відіграв за команду із селища Санта-Колома 9 матчів в національному чемпіонаті.

## Виступи за збірну
У 2006 році дебютував в офіційних матчах у складі національної збірної Андорри.
| Дата       | Місто                      | Господарі          | Результат | Гості                | Турнір                               | Голи | Примітки |
| ---------- | -------------------------- | ------------------ | --------- | -------------------- | ------------------------------------ | ---- | -------- |
| 16-8-2006  | Мінськ                     | Андорра            | 1 – 3     | Литва                | товариський матч                     | -    | 53' 55'  |
| 7-10-2006  | Загреб                     | Хорватія           | 7 – 0     | Андорра              | Відбір до ЧЄ 2008                    | -    |          |
| 11-10-2006 | Андорра-ла-Велья           | Андорра            | 0 – 3     | Північна Македонія   | Відбір до ЧЄ 2008                    | -    |          |
| 7-2-2007   | Андорра-ла-Велья           | Андорра            | 0 – 0     | Вірменія             | товариський матч                     | -    | 66'      |
| 17-11-2007 | Андорра-ла-Велья           | Андорра            | 0 – 2     | Естонія              | Відбір до ЧЄ 2008                    | -    |          |
| 11-2-2009  | Албуфейра                  | Андорра            | 1 – 3     | Литва                | товариський матч                     | -    |          |
| 10-6-2009  | Лондон                     | Англія             | 6 – 0     | Андорра              | Відбір до ЧС 2010                    | -    | 89'      |
| 29-5-2010  | Рейк'явік                  | Ісландія           | 4 – 0     | Андорра              | товариський матч                     | -    | 52'      |
| 2-6-2010   | Тирана                     | Албанія            | 1 – 0     | Андорра              | товариський матч                     | -    | 57'      |
| 11-8-2010  | Ларнака                    | Кіпр               | 1 – 0     | Андорра              | товариський матч                     | -    |          |
| 3-9-2010   | Андорра-ла-Велья           | Андорра            | 0 – 2     | Росія                | Відбір до ЧЄ 2012                    | -    | 57'      |
| 12-10-2010 | Єреван                     | Вірменія           | 4 – 0     | Андорра              | Відбір до ЧЄ 2012                    | -    | 87'      |
| 9-2-2011   | Лагуш                      | Андорра            | 1 – 2     | Молдова              | товариський матч                     | -    | 60'      |
| 26-3-2011  | Андорра-ла-Велья           | Андорра            | 0 – 1     | Словаччина           | Відбір до ЧЄ 2012                    | -    |          |
| 4-6-2011   | Трнава                     | Словаччина         | 1 – 0     | Андорра              | Відбір до ЧЄ 2012                    | -    |          |
| 2-9-2011   | Андорра-ла-Велья           | Андорра            | 0 – 3     | Вірменія             | Відбір до ЧЄ 2012                    | -    |          |
| 6-9-2011   | Скоп'є                     | Північна Македонія | 1 – 0     | Андорра              | Відбір до ЧЄ 2012                    | -    | 17' 26'  |
| 14-11-2012 | Андорра-ла-Велья           | Андорра            | 0 – 2     | Ісландія             | товариський матч                     | -    | 55'      |
| 5-3-2014   | Андорра-ла-Велья           | Андорра            | 0 – 3     | Молдова              | товариський матч                     | -    | 59'      |
| 26-3-2014  | Альсіра                    | Андорра            | 0 – 1     | Індонезія            | товариський матч                     | -    | 74'      |
| 9-9-2014   | Андорра-ла-Велья           | Андорра            | 1 – 2     | Уельс                | Відбір до ЧЄ 2016                    | -    |          |
| 10-10-2014 | Брюссель                   | Бельгія            | 6 – 0     | Андорра              | Відбір до ЧЄ 2016                    | -    | 61'      |
| 13-10-2014 | Андорра-ла-Велья           | Андорра            | 1 – 4     | Ізраїль              | Відбір до ЧЄ 2016                    | -    | 45' 70'  |
| 16-11-2014 | Нікосія                    | Кіпр               | 5 – 0     | Андорра              | Відбір до ЧЄ 2016                    | -    | 73'      |
| 28-3-2015  | Андорра-ла-Велья           | Андорра            | 0 – 3     | Боснія і Герцеговина | Відбір до ЧЄ 2016                    | -    | 85'      |
| 6-6-2015   | Андорра-ла-Велья           | Андорра            | 0 – 1     | Екваторіальна Гвінея | товариський матч                     | -    | 67'      |
| 12-6-2015  | Андорра-ла-Велья           | Андорра            | 1 – 3     | Кіпр                 | Відбір до ЧЄ 2016                    | -    | 6'       |
| 3-9-2015   | Хайфа                      | Ізраїль            | 4 – 0     | Андорра              | Відбір до ЧЄ 2016                    | -    | 72' 88'  |
| 10-10-2015 | Андорра-ла-Велья           | Андорра            | 1 – 4     | Бельгія              | Відбір до ЧЄ 2016                    | -    |          |
| 13-10-2015 | Кардіфф                    | Уельс              | 2 – 0     | Андорра              | Відбір до ЧЄ 2016                    | -    |          |
| 12-11-2015 | Андорра-ла-Велья           | Андорра            | 0 – 1     | Сент-Кіттс і Невіс   | товариський матч                     | -    |          |
| 26-5-2016  | Бад-Ерлах                  | Азербайджан        | 0 – 0     | Андорра              | товариський матч                     | -    |          |
| 1-6-2016   | Таллінн                    | Естонія            | 2 – 0     | Андорра              | товариський матч                     | -    |          |
| 6-9-2016   | Андорра-ла-Велья           | Андорра            | 0 – 1     | Латвія               | Відбір до ЧС 2018                    | -    | 11'      |
| 7-10-2016  | Авейру (значення)          | Португалія         | 6 – 0     | Андорра              | Відбір до ЧС 2018                    | -    | 53', 62' |
| 25-3-2017  | Андорра-ла-Велья           | Андорра            | 0 – 0     | Фарерські острови    | Відбір до ЧС 2018                    | -    | 11' 77'  |
| 16-8-2017  | Бертон-апон-Трент          | Андорра            | 0 – 1     | Катар                | товариський матч                     | -    | 45'      |
| 31-8-2017  | Санкт-Галлен               | Швейцарія          | 3 – 0     | Андорра              | Відбір до ЧС 2018                    | -    |          |
| 3-9-2017   | Торсгавн                   | Фарерські острови  | 1 – 0     | Андорра              | Відбір до ЧС 2018                    | -    | 12' 69'  |
| 21-3-2018  | Ла-Лінеа-де-ла-Консепсьйон | Ліхтенштейн        | 0 – 1     | Андорра              | товариський матч                     | -    | 71'      |
| 3-6-2018   | Кова-да-П'єдаде            | Андорра            | 2 – 4     | Кабо-Верде           | товариський матч                     | -    | 90'      |
| 10-9-2018  | Андорра-ла-Велья           | Андорра            | 1 – 1     | Казахстан            | Ліга націй УЄФА 2018-2019 - 1-й етап | -    | 83'      |
| 13-10-2018 | Тбілісі                    | Грузія             | 3 – 0     | Андорра              | Ліга націй УЄФА 2018-2019 - 1-й етап | -    | 88'      |
| 15-11-2018 | Андорра-ла-Велья           | Андорра            | 1 – 1     | Грузія               | Ліга націй УЄФА 2018-2019 - 1-й етап | -    | 88'      |
| 11-6-2019  | Андорра-ла-Велья           | Андорра            | 0 – 4     | Франція              | Відбір до ЧЄ 2020                    | -    | 58'      |
| 10-9-2019  | Сен-Дені                   | Франція            | 3 – 0     | Андорра              | Відбір до ЧЄ 2020                    | -    | 80'      |
| 17-11-2019 | Андорра-ла-Велья           | Андорра            | 0 – 2     | Туреччина            | Відбір до ЧЄ 2020                    | -    | 85'      |
| 7-10-2020  | Андорра-ла-Велья           | Андорра            | 1 – 2     | Кабо-Верде           | товариський матч                     | -    |          |
| 10-10-2020 | Андорра-ла-Велья           | Андорра            | 0 – 0     | Мальта               | Ліга націй УЄФА 2020-2021 - 1-й етап | -    |          |
| 13-10-2020 | Торсгавн                   | Фарерські острови  | 2 – 0     | Андорра              | Ліга націй УЄФА 2020-2021 - 1-й етап | -    | 71'      |
| 11-11-2020 | Лісабон                    | Португалія         | 7 – 0     | Андорра              | товариський матч                     | -    |          |
| 17-11-2020 | Андорра-ла-Велья           | Андорра            | 0 – 5     | Латвія               | Ліга націй УЄФА 2020-2021 - 1-й етап | -    | 66'      |
| 2-9-2021   | Андорра-ла-Велья           | Андорра            | 2 – 0     | Сан-Марино           | Відбір до ЧС 2022                    | -    | 86'      |
| 5-9-2021   | Лондон                     | Англія             | 4 – 0     | Андорра              | Відбір до ЧС 2022                    | -    | 64' 74'  |
| 9-10-2021  | Андорра-ла-Велья           | Андорра            | 0 – 5     | Англія               | Відбір до ЧС 2022                    | -    | 82'      |
| 12-10-2021 | Серравалле                 | Сан-Марино         | 0 – 3     | Андорра              | Відбір до ЧС 2022                    | -    | 84'      |
| 25-3-2022  | Андорра-ла-Велья           | Андорра            | 1 – 0     | Сент-Кіттс і Невіс   | товариський матч                     | -    | 63'      |
| 28-3-2022  | Андорра-ла-Велья           | Андорра            | 1 – 0     | Гренада              | товариський матч                     | -    | 58'      |
| 3-6-2022   | Рига                       | Латвія             | 3 – 0     | Андорра              | Ліга націй УЄФА 2022-2023 - 1-й етап | -    | 90'      |
| 6-6-2022   | Андорра-ла-Велья           | Андорра            | 0 – 0     | Молдова              | Ліга націй УЄФА 2022-2023 - 1-й етап | -    | 58'      |
| 14-6-2022  | Кишинів                    | Молдова            | 2 – 1     | Андорра              | Ліга націй УЄФА 2022-2023 - 1-й етап | -    | 25' 55'  |
| 22-9-2022  | Вадуц                      | Ліхтенштейн        | 0 – 2     | Андорра              | Ліга націй УЄФА 2022-2023 - 1-й етап | -    | 84'      |
| 25-9-2022  | Андорра-ла-Велья           | Андорра            | 1 – 1     | Латвія               | Ліга націй УЄФА 2022-2023 - 1-й етап | -    | 54'      |
| 16-11-2022 | Малага                     | Андорра            | 0 – 1     | Австрія              | товариський матч                     | -    | 87'      |
| 28-3-2023  | Приштина                   | Косово             | 1 – 1     | Андорра              | Відбір до ЧЄ 2024                    | -    | 69'      |
| 15-10-2023 | Бухарест                   | Румунія            | 4 – 0     | Андорра              | Відбір до ЧЄ 2024                    | -    | 76'      |
| 18-11-2023 | Будапешт                   | Білорусь           | 1 – 0     | Андорра              | Відбір до ЧЄ 2024                    | -    | 90'      |
| 11-6-2024  | Мурсія                     | Північна Ірландія  | 2 – 0     | Андорра              | товариський матч                     | -    | 87'      |
| Усього     |                            | Матчів             | 68        |                      | Голів                                | 0    |          |